# 川原誠 (裁判官)
川原 誠（かわはら まこと、1940年〈昭和15年〉11月17日 - ）は、日本の元裁判官。愛知県出身。名古屋大学卒。

## 経歴
第20期司法修習生（司法修習地は名古屋）。1965年（昭和40年）9月の司法試験に合格し、1966年（昭和41年）4月 - 1968年（昭和43年）4月まで司法修習を受けていた。
1968年（昭和43年）4月5日に金沢地方裁判所判事補として赴任し、2005年（平成17年）11月17日をもって定年退官した。
- 1971年（昭和46年）4月5日：金沢地裁判事補・金沢簡易裁判所判事[2]
- 1971年（昭和46年）4月15日：名古屋家庭裁判所判事補・名古屋簡易裁判所判事[2]
- 1972年（昭和46年）4月10日：名古屋地方裁判所判事補・名古屋簡裁判事[2]
- 1974年（昭和49年）4月1日：福島家庭裁判所いわき支部・福島地方裁判所いわき支部判事補、いわき簡易裁判所判事[2]
- 1977年（昭和52年）4月1日：津地方裁判所・津家庭裁判所判事補、津簡易裁判所判事[2]
  - 1978年（昭和53年）4月5日：津地裁・津家裁判事[2]
- 1981年（昭和56年）4月1日：富山地方裁判所・富山家庭裁判所判事、富山簡易裁判所判事[2]
- 1985年（昭和60年）4月1日：名古屋高等裁判所判事[2]
- 1990年（平成2年）4月1日：東京高等裁判所判事[2]
- 1993年（平成5年）4月1日：名古屋高裁判事[2]
  - 1994年（平成6年）4月1日：名古屋地裁部総括判事・名古屋簡裁判事[2]
- 1999年（平成11年）7月12日：福井地方裁判所・福井家庭裁判所所長[2]
- 2001年（平成13年）2月28日：津地裁・津家裁所長、津簡裁判事[2]
- 2002年（平成14年）3月10日：名古屋高裁部総括判事[2]

## 主な担当訴訟
- 蛸島事件の第一審判決（金沢地方裁判所七尾支部） - 1969年6月3日、被告人に無罪判決を言い渡した[3]。
- 富山・長野連続女性誘拐殺人事件の第一審（富山地裁） - 1981年4月以降、浅野正樹（転出）に代わって右陪席裁判官を務めた[4]が、判決前に名古屋高裁へ転出（後任は山田知司）[5]。1988年（昭和63年）2月9日の判決公判は、大山貞雄（裁判長）、大谷直人（右陪席裁判官）・村山浩昭（左陪席裁判官）の3人が担当していた[6]。
- 勝田清孝事件の控訴審（名古屋高裁） - 裁判長は吉田誠吾。1988年2月19日の判決公判で、第一審（名古屋高裁）が言い渡した死刑判決を支持し、被告人側の控訴を棄却する判決を言い渡した[3]。
- プロ野球脱税事件の第一審（名古屋地裁） - 判決公判（1998年1月20日）で裁判長として、ともに当時中日ドラゴンズ所属の山田洋（懲役10月・執行猶予3年、罰金450万円）、鳥越裕介（懲役10月・執行猶予3年、罰金400万円）に対し有罪判決[3]。
- ドラム缶女性焼殺事件の控訴審判決（2003年3月12日） - 名古屋高裁の裁判長として、第一審（名古屋地裁）が言い渡した死刑判決を支持し、被告人側の控訴を棄却した[3]。
- 2003年11月18日に愛知県丹羽郡扶桑町で発生した強盗殺人事件の控訴審判決（2005年2月3日） - 名古屋高裁の裁判長として、第一審（名古屋地裁一宮支部）の懲役15年判決（2004年9月8日）[注 1]を破棄自判し、求刑通り無期懲役を言い渡した[3]。
- 大阪・愛知・岐阜連続リンチ殺人事件の控訴審判決（2005年10月14日） - 名古屋高裁の裁判長として、死刑を求刑された被告人3人のうち、1人を死刑・2人を無期懲役とした第一審の名古屋地裁判決（2001年7月9日）を破棄自判し、被告人3人全員に求刑通り死刑判決を言い渡した[3][7][8]。